# روابط ارمنستان و سازمان امنیت و همکاری اروپا
روابط ارمنستان و سازمان امنیت و همکاری اروپا (انگلیسی: Armenia–OSCE relations) زمانی آغاز شد که ارمنستان در ۳۰ ژانویه ۱۹۹۲ به سلف سازمان امنیت و همکاری اروپا، کنفرانس امنیت و همکاری در اروپا (CSCE) پیوست. CSCE اندکی پس از آن در سال ۱۹۹۵ به سازمان امنیت و همکاری اروپا (OSCE) تبدیل شد.

## تاریخچه
ارمنستان با امضای توافقنامه کنفرانس خلع سلاح هلسینکی در ۸ ژوئیه ۱۹۹۲ و منشور پاریس در ۱۷ آوریل ۱۹۹۲ یکی از اعضای کامل سازمان امنیت و همکاری اروپا است. ارمنستان همچنین چندین کنوانسیون و معاهده سازمان امنیت و همکاری اروپا مانند منشور امنیت اروپا و پیمان نیروهای مسلح متعارف اقتباس شده در اروپا را امضا کرده است که در سال ۱۹۹۹ امضا شد. دفتر سازمان امنیت و همکاری اروپا در ۱۶ فوریه ۲۰۰۰ برای آسان شدن بیشتر روابط با ارمنستان در ایروان تأسیس شد. در ۳۱ اوت ۲۰۱۷، دفتر سازمان امنیت و همکاری اروپا در ایروان به دنبال تصمیم جمهوری آذربایجان برای وتوی تمدید مأموریت این دفتر، فعالیت خود را متوقف کرد. پس از بسته شدن دفتر سازمان امنیت و همکاری اروپا در ایروان، ارمنستان و دبیرخانه سازمان امنیت و همکاری اروپا شروع به مذاکره در مورد چارچوب جدیدی از همکاری کردند. «برنامه همکاری ارمنستان» با هدف توسعه بیشتر روابط بین ارمنستان و سازمان امنیت و همکاری اروپا ایجاد شد. سازمان امنیت و همکاری اروپا به کمک ارمنستان با اصلاحات دموکراتیک، اجرای اقدامات ضد فساد و نظارت بر انتخابات در ارمنستان ادامه می‌دهد.

## نمایندگی
ارمنستان یک نماینده دائم در سازمان امنیت و همکاری اروپا مستقر در وین، اتریش دارد. از ۱۸ نوامبر ۲۰۲۴، رئیس هیئت دائمی ارمنستان در سازمان امنیت و همکاری اروپا، آندرانیک هوانیسیان است که همچنین نماینده دائم ارمنستان در دفتر سازمان ملل در وین و سفیر ارمنستان در اتریش است.

## مجمع پارلمانی سازمان امنیت و همکاری اروپا
ارمنستان از طریق هیئت نمایندگی خود در مجمع پارلمانی سازمان امنیت و همکاری اروپا (OSCE PA) که اغلب توسط نخست‌وزیر ارمنستان و مجلس ملی جمهوری ارمنستان معرفی می‌شود، نمایندگی می‌شود. رئیس کنونی هیئت ارمنستان در سازمان امنیت و همکاری اروپا ادوارد آقاجانیان است.

## گروه مینسک سازمان امنیت و همکاری اروپا
از فوریه ۱۹۹۲، حل و فصل مسالمت آمیز و مذاکره درگیری قره‌باغ کوهستانی تمرکز اصلی سازمان امنیت و همکاری اروپا مطابق با اصول این سازمان بوده است. برای این منظور، گروه مینسک سازمان امنیت و همکاری اروپا در مارس ۱۹۹۲ برای تشویق گفتگو بین ارمنستان و جمهوری آذربایجان بر سر قره باغ کوهستانی ایجاد شد. ریاست گروه مینسک بر عهده یک ریاست مشترک متشکل از فرانسه، روسیه و ایالات متحده است. علاوه بر این، گروه مینسک شامل کشورهای بلاروس، فنلاند، آلمان، ایتالیا، سوئد، ترکیه و همچنین ارمنستان و آذربایجان است.

## تیم ارزیابی نیازهای سازمان امنیت و همکاری اروپا در ارمنستان
به دنبال بحران مرزی ارمنستان و جمهوری آذربایجان، سازمان امنیت و همکاری اروپا یک تیم نیازسنجی را بین ۲۱ تا ۲۷ اکتبر ۲۰۲۲ به ارمنستان فرستاد در پی درخواست دولت ارمنستان، سازمان امنیت و همکاری اروپا گروهی از کارشناسان بین‌المللی و نمایندگان دبیرخانه سازمان امنیت و همکاری اروپا را برای ارزیابی وضعیت در مناطق مرزی خاص در امتداد مرز ارمنستان–جمهوری آذربایجان فرستاد.

## تحولات اخیر
در ۱۱ مارس ۲۰۱۹، اتحادیه شهروندان آگاه (UIC)، یک سازمان غیردولتی در ارمنستان برنده جایزه مدافع دموکراسی سازمان امنیت و همکاری اروپا شد. اتحادیه شهروندان آگاه به دنبال حمایت از شفافیت رسانه‌ها و روزنامه‌نگاری مستقل و پیشبرد دموکراسی و حقوق بشر در ارمنستان است. هیئت ایالات متحده در سازمان امنیت و همکاری اروپا طی مراسمی در وین، اتریش، به اتحادیه شهروندان آگاه جایزه اهدا کرد.
در ۱ ژانویه ۲۰۲۲، نیکول پاشینیان، نخست‌وزیر ارمنستان با رئیس مشترک آمریکایی گروه مینسک سازمان امنیت و همکاری اروپا دیدار کرد. طرفین در مورد ثبات منطقه ای در منطقه قفقاز گفتگو کردند.